# Nowy Cmentarz w Zakopanem

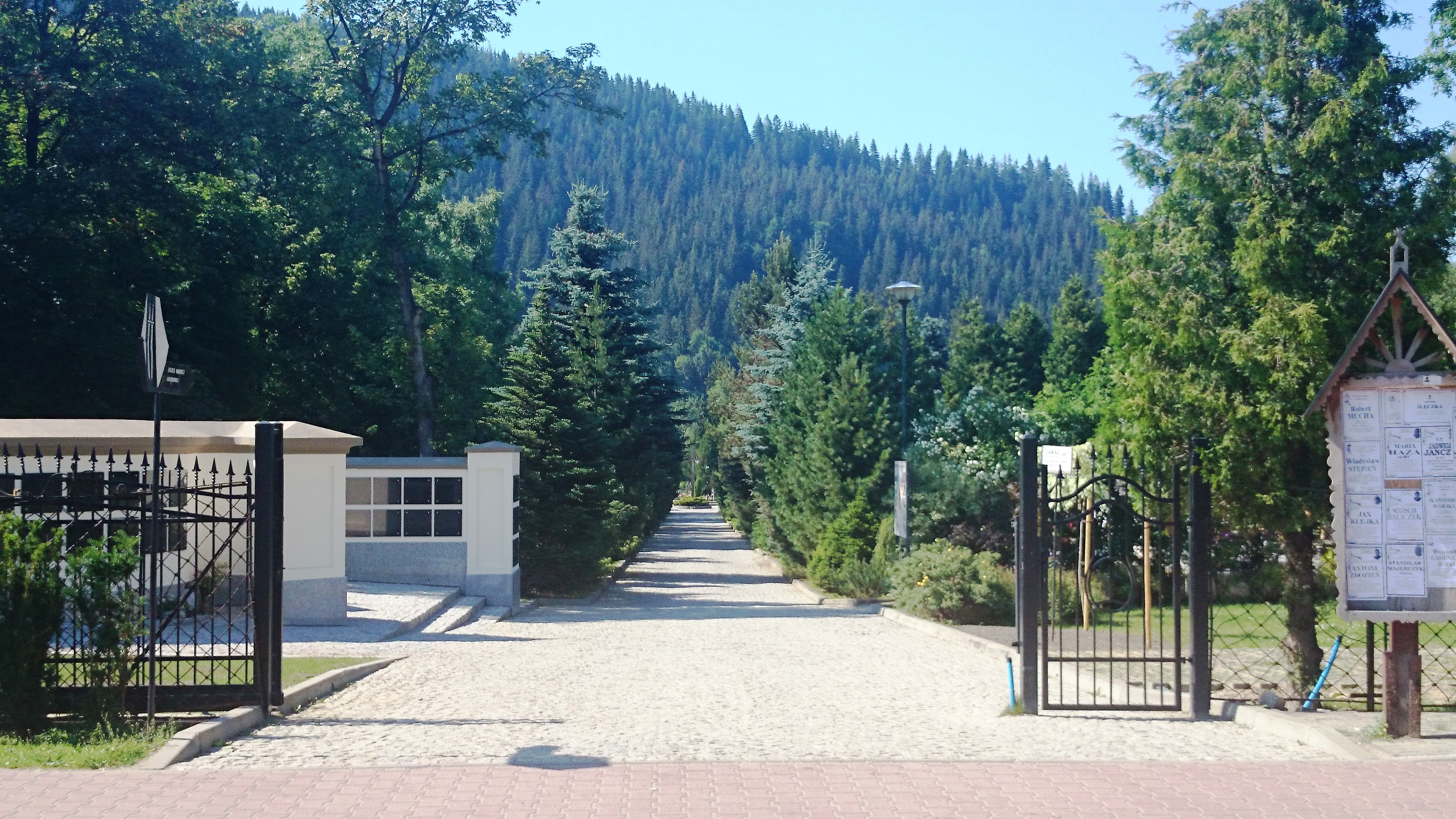
Główne wejście na cmentarz od ul. Nowotarskiej

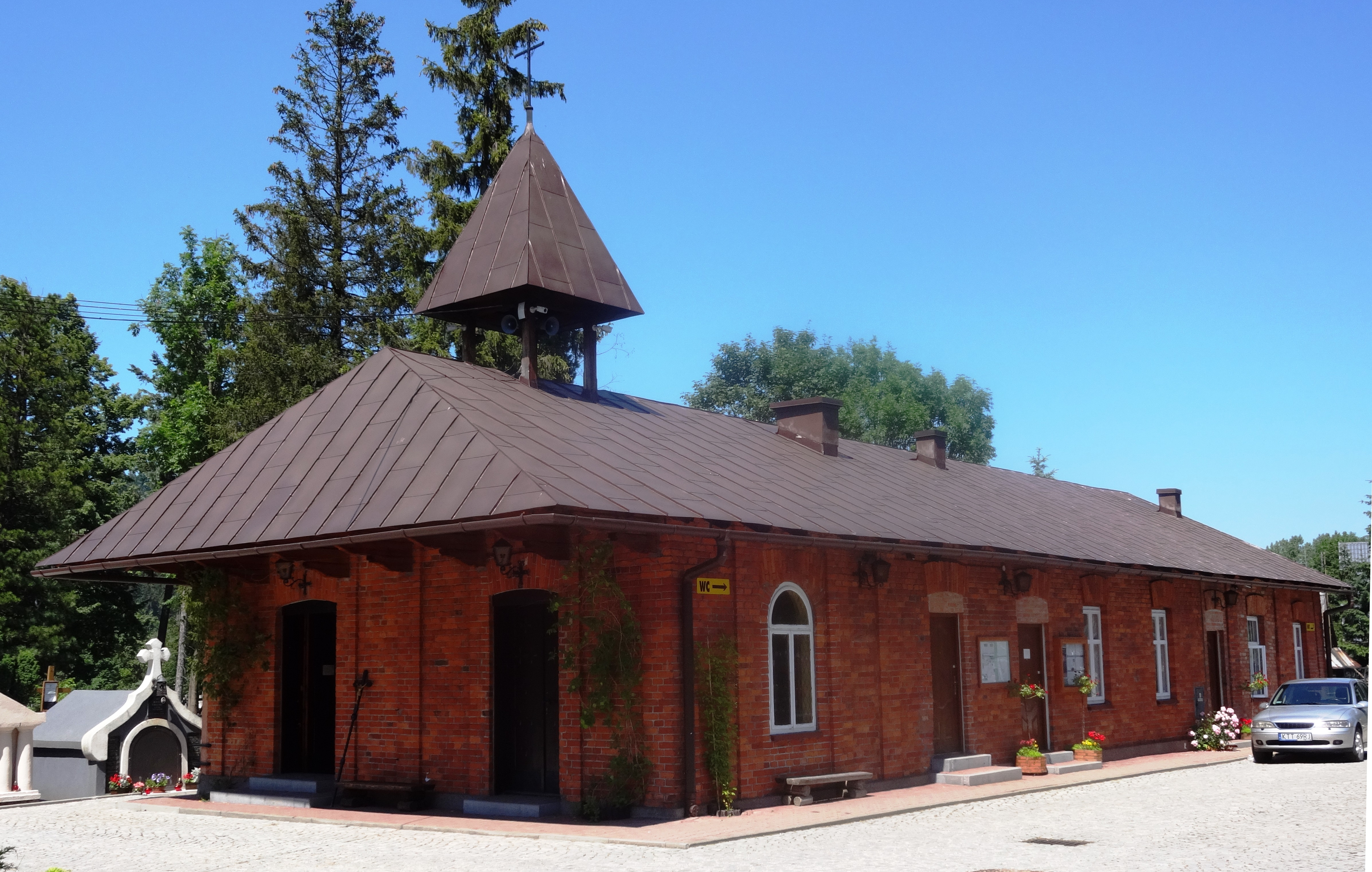
Kaplica cmentarna

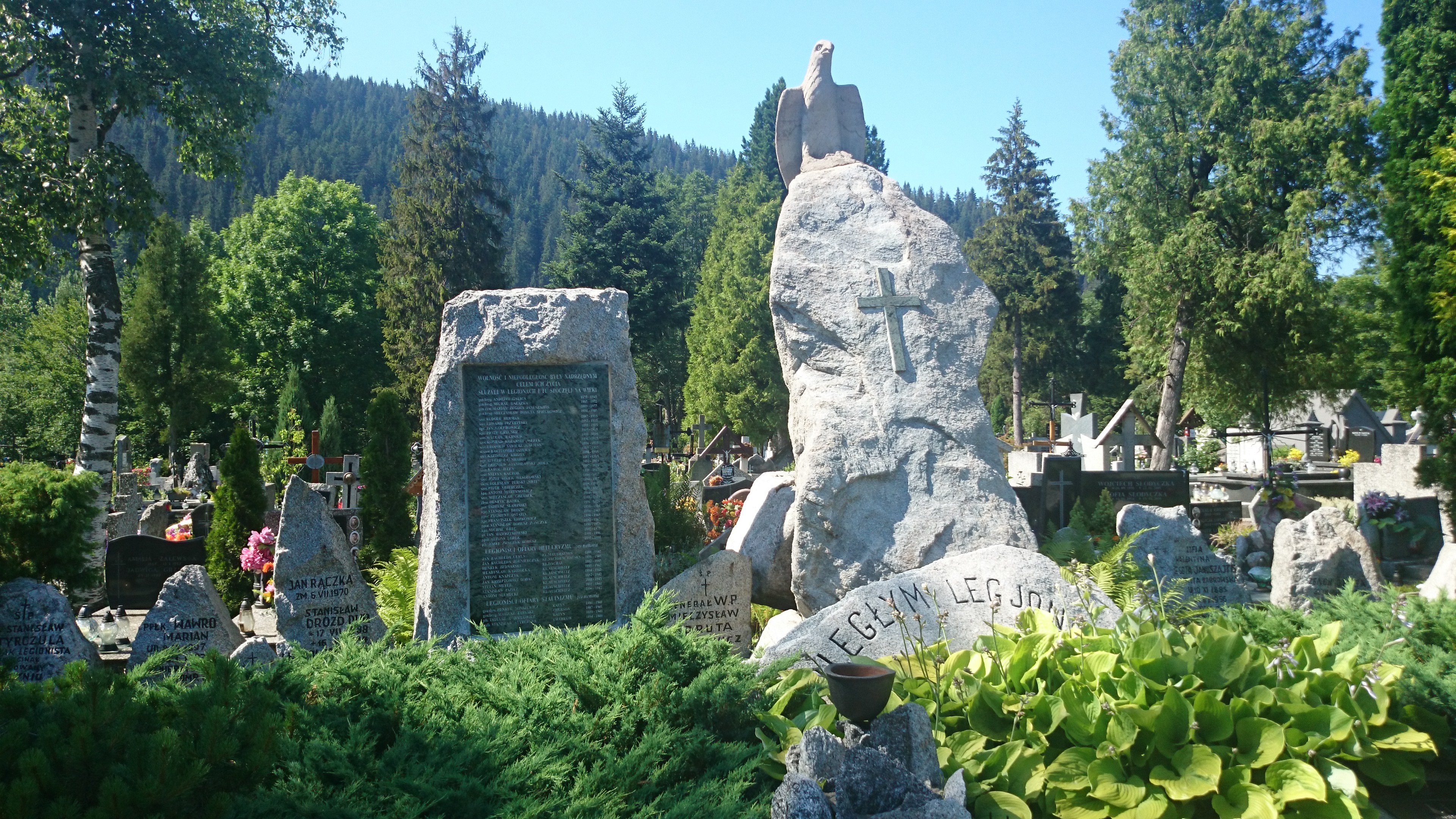
Kwatera legionistów

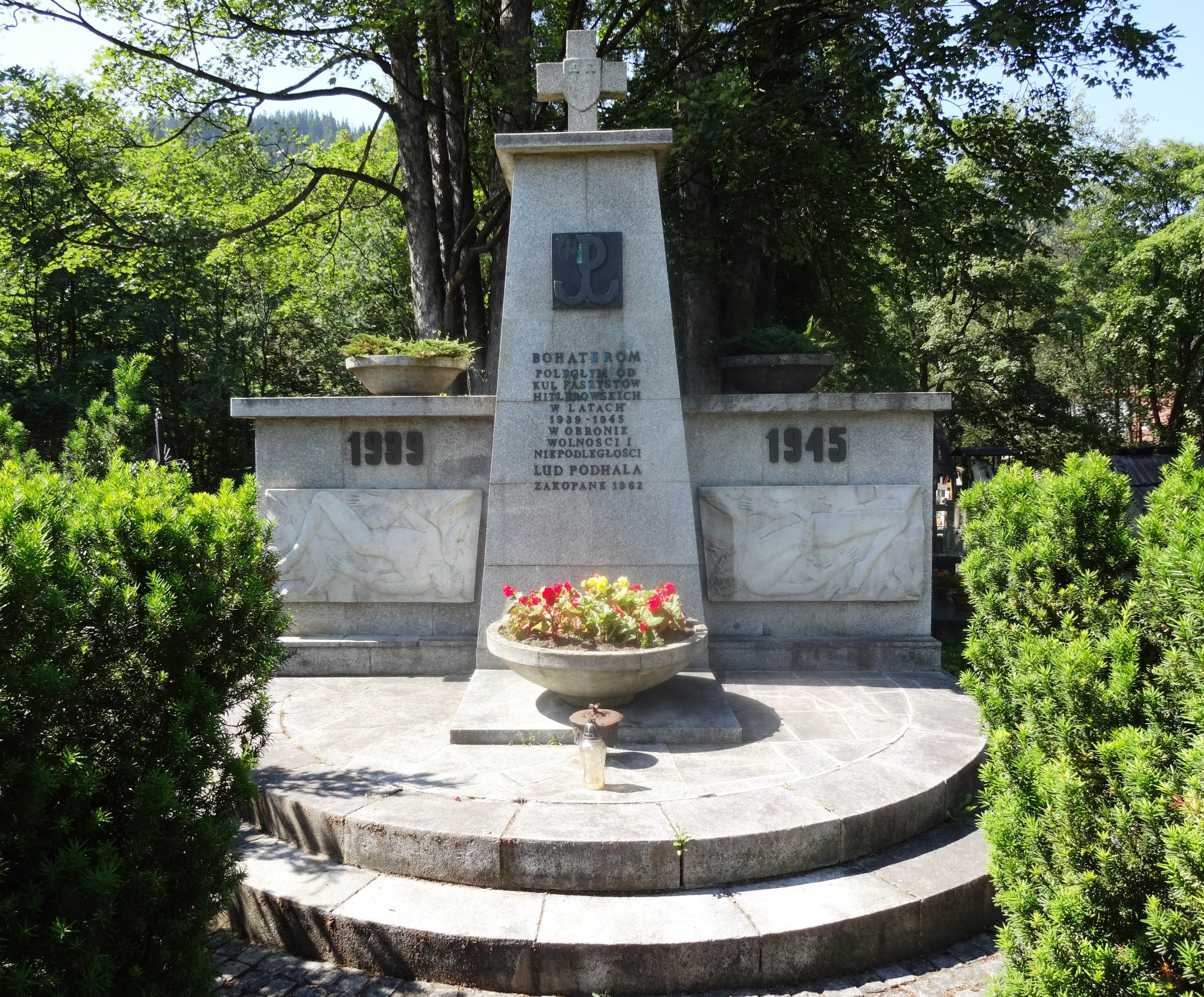
Pomnik bohaterów i ofiar II wojny światowej

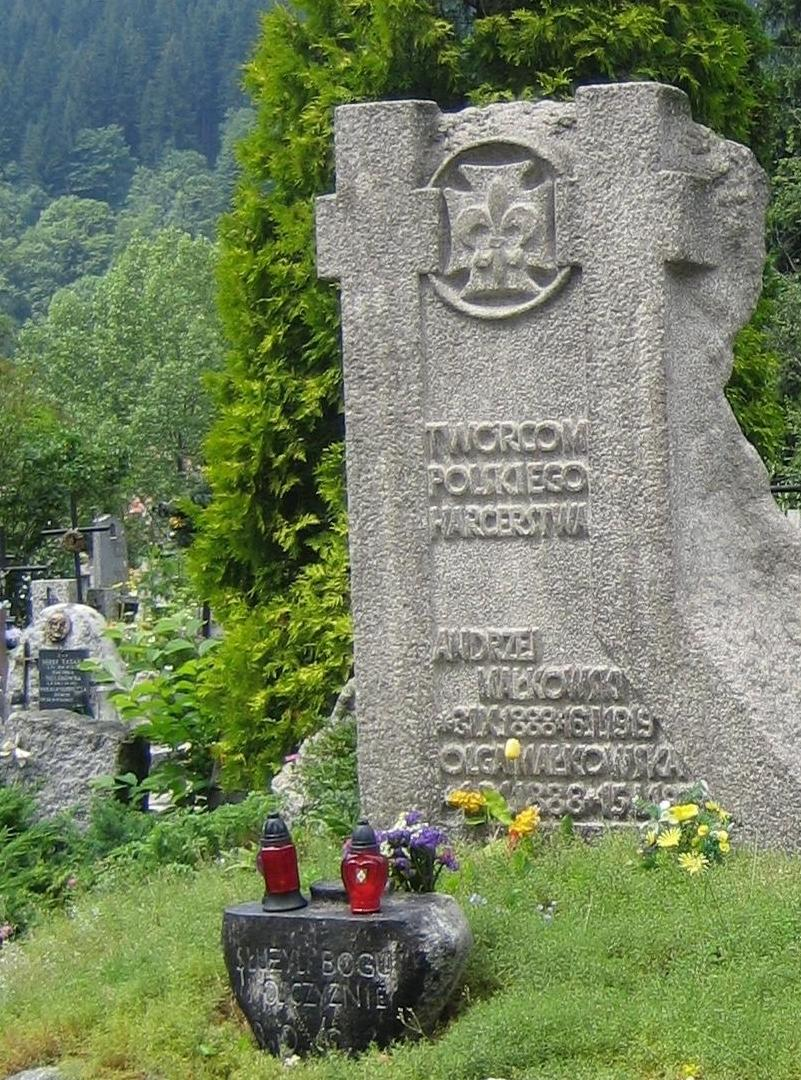
Pomnik na grobie Andrzeja i Olgi Małkowskich autorstwa Henryka Burzeca

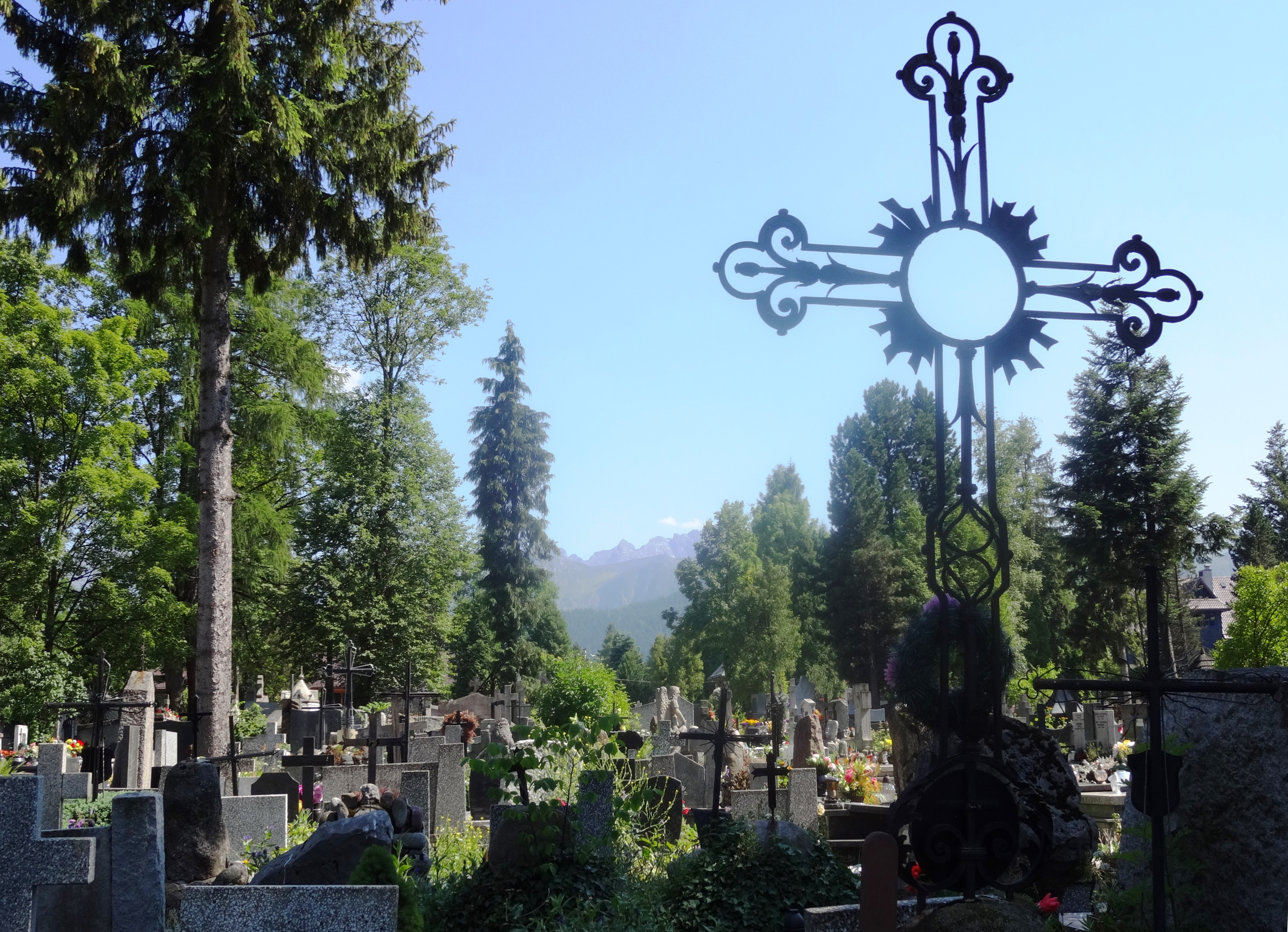
Widok ogólny cmentarza i widok na Tatry

Nowy Cmentarz w Zakopanem Na Palenicy – cmentarz pod Gubałówką przy ul. Nowotarskiej 41 w Zakopanem.

## Historia
Cmentarz został poświęcony przez ks. Kazimierza Kaszelewskiego w 1908; natomiast decyzja o jego lokalizacji zapadła w lutym 1904 na zebraniu rady gminy.
W 1906 wywłaszczono 19 właścicieli parceli. Ponieważ cmentarz okazał się za mały, już w 1925 powiększono go o parcelę kupioną od Józefa Gąsienicy Bystrzana, a następnie był ciągle powiększany aż do 1986. Dzięki staraniom księdza Jana Tobolaka w 1924 zbudowano na terenie cmentarza murowaną kaplicę.
Prawdopodobnie pierwszym pochowanym na cmentarzu był kupiec – Józef Fabian Słowik (31 grudnia 1907). W swojej ponadstuletniej historii cmentarz niejednokrotnie gromadził wielotysięczne tłumy. Stało się tak 17 sierpnia 1910 roku na pogrzebie Klimka Bachledy (obecni byli m.in. Henryk Sienkiewicz, hr. Władysław Zamoyski). W grudniu 1924 roku pochowano tam tragicznie zmarłego starego przewodnika Jana Gąsienicę Daniela. W maju 1926 roku Zakopane żegnało Bartłomieja Obrochtę. W roku 1929 były to pogrzeby taternickie. Najpierw pochowano taternika Mieczysława Świerza, a po kilku miesiącach Lidę i Marzenę Skotnicówny. W roku 1932 pożegnano Stanisława Krzeptowskiego.
W czasie okupacji cmentarz stał się miejscem licznych egzekucji przeprowadzanych przez hitlerowców.
Na cmentarzu znajduje się kwatera żołnierzy poległych podczas I wojny światowej, to austriacki Cmentarz wojenny nr 378 – Zakopane, jest to część kwatery XIII. Pochowano na nim kilkunastu poległych żołnierzy z I, II i III brygad Legionów Polskich pochodzących z Podhala. Chowano na nim także zmarłych w okresie powojennym Legionistów. Przeniesiono na ten cmentarz prochy gen. Andrzeja Galicy, Mariana Januszajtisa, Mieczysława Boruty-Spiechowicza a Kazimierz Sosnkowski ma mogiłę symboliczną.
24 października 1981 roku na grobie Olgi Małkowskiej odsłonięto pomnik upamiętniający twórców polskiego harcerstwa.

## Pochowani
Przy nazwiskach podane liczby oznaczają kolejno nr kwatery, nr pasa grobów, kolejność w danym pasie.
- Klimek Bachleda (VI-BC-14)
- Stanisław Barabasz (XV-BC-1)
- Krzysztof Berbeka (VI-BC-7)
- Jerzy Biederman (V-CD-2)
- Wincenty Birkenmajer (XVI-4-19)
- Włodzimierz Błocki (XHl-CD-6)
- Mieczysław Boruta-Spiechowicz (XII-AB-1 Kwatera Legionistów)
- Wojciech Brzega (XVII-3-1)
- Tadeusz Brzozowski (XXI-AD-24)
- Franciszek Bujak (XX-CB-1)
- Józef Cukier (U-BA-1)
- Zefiryn Ćwikliński (XXII-CD-5)
- Janusz Domaniewski (XXV-2-5)
- Andrzej Galica (XIII-AB — Kwatera Legionistów)
- Michał Gałązka
- Stanisław Gąsienica Sieczka (V-BC-14)
- Jan Gąsienica-Szostak
- Anna Górska i Michał Górski (Vl-CD-9)
- Ruth Hale (XXI-AD bis-1)
- Marek Jackowski (Katakumby)
- Michał Jagiełło
- Marian Januszajtis-Żegota (XIII-AB- Kwatera Legionistów)
- Józef Januszkowski (XX-AD bis-11)
- Kazimierz Jarociński (V-3-8)
- Janusz Kotarbiński (XXII-BC-11)
- Stanisław Krzeptowski (VI-3-10)
- Jan Kula
- Stefania Laudyn-Chrzanowska (N9-1-21)
- Jerzy Leporowski (VIII-5-3)
- Maksymilian Linda (grobu nie udało się odnaleźć)
- Tadeusz Litawiński (IV-BC-12)
- Iwan Łuckiewicz (na jego grobie pochowano inne osoby)
- Eugeniusz Małaczewski (XXIV-AB-7)
- Olga Małkowska (XIII-AB-pomnik)
- Aleksander Mniszek-Tchorznicki
- Zdzisław Motyka (VIII-2-6)
- Bartłomiej Obrochta (XVII-4-2)
- Józef Oppenheim (X-2-3)
- Jadwiga Pierzchalanka (IV-13-14)
- Zofia de Pourbaix
- Karol Raczkowski
- Jan Ripper (XLIV-5-l)
- Jadwiga Roguska-Cybulska (XLIV-5-l)
- Wojciech Roj (młodszy) (XXV-AB-2)
- Wojciech Roj (starszy) (VII-BC-6)
- Zygmunt Rozwadowski
- Wit Rzepecki
- Kazimierz Schiele i Tadeusz Schiele (III-1-6)
- Helena Sikorska (XX-CD-6)
- Lida Skotnicówna (XXIX-AB-1)
- Marzena Skotnicówna (XXIX-AB-1)
- Katarzyna Smreczyńska (XVI-4-19)
- Mieczysław Szczuka (XII-5-6)
- Mieczysław Świerz (XXIX-AD-1)
- Antoni Święch (XXII-CD-3)
- Szymon Tatar (VII-4-6)
- Julia Tetmajerowa – matka Kazimierza Przerwy-Tetmajera (VII-AB-3)
- Andrzej Tylka-Suleja
- Józef Uznański
- Franciszek Wagner (XIII-2-2)
- Alfred Whitehead
- Stanisław Zdyb (XXIV-CB-3)
- Julian Zubczewski (XX-CD-6)